# Atzen Musik Vol. 2
Atzen Musik Vol. 2 ist ein Doppelalbum der deutschen Hip-Hop-Musiker Frauenarzt und Manny Marc, die dabei unter dem Pseudonym Die Atzen zusammenarbeiteten. Es erschien am 26. Februar 2010 über die Labels Atzen Musik und Kontor Records als Standard- und Limited-Edition.

## Beteiligte Künstler
Neben den beiden Hauptkünstlern treten auch verschiedene andere Musiker (teils mit eigenen Songs) auf dem Tonträger in Erscheinung. Dies sind überwiegend Interpreten aus dem Berliner Umfeld der Protagonisten, wie Sady K, Smoky, Alexander Marcus, DJ Klaus, Taktloss und Justus. Aber auch bekannte deutsche Künstler, wie Jürgen Drews, Scooter und Nena sind genauso vertreten wie internationale Musiker, u. a. Steve Aoki und Fatman Scoop.

## Produktion
Die Lieder des Albums wurden von Frauenarzt und Manny Marc selbst sowie den Musikproduzenten DummeJungs, Evil Hectorr, Johannes Herbold und Randy Robot produziert.

## Covergestaltung
Das Albumcover zeigt eine blaue Partybrille, auf der sich der Titel Atzen Musik befindet. Im oberen Teil des Bildes stehen die roten Schriftzüge Die Atzen sowie Frauenarzt & Manny Marc. Am unteren Bildrand befinden sich die Köpfe der beiden Rapper, die Basecaps tragen, auf denen das Wort Atze! steht, sowie die Anmerkung Vol. 2 auf einem grauen Stein. Im Hintergrund ist ein Nachthimmel mit Sternen zu sehen.

## Titelliste
CD1
| #  | Titel                 | Künstler                   | Länge |
| -- | --------------------- | -------------------------- | ----- |
| 1  | Disco Pogo            | Die Atzen                  | 3:25  |
| 2  | Gib Gas               | Die Atzen                  | 3:10  |
| 3  | Rock die Scheiße fett | Die Atzen                  | 3:56  |
| 4  | Atzin                 | Die Atzen                  | 3:17  |
| 5  | Starkstrom            | Die Atzen                  | 3:37  |
| 6  | Alle raven jetzt      | Die Atzen                  | 3:53  |
| 7  | Sonnenstudio Marion   | Die Atzen und Jürgen Drews | 3:36  |
| 8  | Musik                 | Major und Kid Millennium   | 4:07  |
| 9  | Sonnenbrille          | Die Atzen und Sady K       | 3:56  |
| 10 | Traubensaft           | Die Atzen                  | 3:48  |
| 11 | Oberkörper frei       | Die Atzen                  | 3:27  |
| 12 | Kein Bock             | Die Atzen                  | 3:26  |
| 13 | Made in Germany       | Die Atzen                  | 3:06  |
| 14 | Anna nass             | Die Atzen und Sady K       | 2:50  |
| 15 | Ganz großes Kino      | Smoky und Kid Millennium   | 3:52  |
| 16 | Das ist für die Fans  | Vapeilas                   | 3:02  |
| 17 | Ich werd verrückt     | Die Atzen                  | 3:33  |
| 18 | Nachbarn Wach         | Die Atzen                  | 3:05  |
| 19 | Wir sind die Atzen    | Die Atzen                  | 3:19  |
| 20 | Pflaume               | Die Atzen                  | 2:35  |
| 21 | Limbo                 | Die Atzen                  | 2:52  |
| 22 | Polizei               | Die Atzen                  | 3:33  |
| 23 | Geschichte            | Die Atzen                  | 2:46  |

CD2
| #  | Titel                                                   | Künstler                      | Länge |
| -- | ------------------------------------------------------- | ----------------------------- | ----- |
| 1  | Disco Pogo (House Rockerz Mix)                          | Die Atzen                     | 5:01  |
| 2  | Home Alone                                              | Deine Jugend                  | 3:49  |
| 3  | Bitch (Peitsche Mix Edit)                               | Finger & Kadel                | 2:35  |
| 4  | Lyposuct                                                | D.I.M. und Tai                | 2:28  |
| 5  | I’m in the House (Gigi Barocco Mix)                     | Steve Aoki und Zuper Blahq    | 4:59  |
| 6  | Nur tanzen! (Club Mix)                                  | House Rockerz und Unter Druck | 4:12  |
| 7  | Lass uns tanzen                                         | Scooter                       | 4:15  |
| 8  | Better (Jan Driver Mix)                                 | Sono                          | 2:39  |
| 9  | Rockin’ the Set                                         | Tai                           | 3:19  |
| 10 | Willst du mit mir gehn (Sven Väth & Anthony Rother Mix) | Nena                          | 2:59  |
| 11 | Ein ganz normaler Atze (Decalicious Mix)                | Die Atzen                     | 4:26  |
| 12 | Eins, zwei, Polizei                                     | Mo-Do                         | 3:49  |
| 13 | Du bekommst den Hals nicht voll                         | Deine Jugend                  | 2:22  |
| 14 | So sexy (Exklusive Demo Version)                        | Aci Krank                     | 2:22  |
| 15 | 1, 2, 3 Schweinerei                                     | Manny Marc                    | 2:50  |
| 16 | Homo Dance                                              | Alexander Marcus              | 3:12  |
| 17 | Boom Slang                                              | Stereoheroes                  | 4:44  |
| 18 | Muda Fucka Linguist                                     | Kulturini Program             | 4:54  |
| 19 | Disco Pogo (Evil Hectorr Likes to Pogo Mix)             | Die Atzen                     | 4:18  |
| 20 | Tutenchamun                                             | HGich.T                       | 1:44  |
| 21 | Zur Mitte zur Titte                                     | Die Atzen und Smoky           | 3:06  |

Bonus-CD der Limited-Edition
| #  | Titel                             | Künstler                                            | Länge |
| -- | --------------------------------- | --------------------------------------------------- | ----- |
| 1  | Atzen Party                       | Helle, Kid Millennium, Major und Die Atzen          | 3:28  |
| 2  | Das Leben ist geil                | Die Atzen                                           | 3:16  |
| 3  | Computer Power                    | Vapeilas                                            | 4:11  |
| 4  | Es gibt kein Bier auf Hawaii      | Manny Marc und Kid Millennium                       | 2:55  |
| 5  | Hyperaktiv                        | Evil Hectorr                                        | 3:52  |
| 6  | Was ist besser als Waffen? Lachen | Kid Millennium und Smoky                            | 4:17  |
| 7  | Sag mir was du willst             | Sady K                                              | 3:54  |
| 8  | Schokoland                        | Kid Millennium, Major, Pryde und Ed van Schloensing | 3:49  |
| 9  | Party DJ Klaus                    | DJ Klaus                                            | 3:18  |
| 10 | Galaxie                           | Kid Millennium, Major und Ed van Schloensing        | 3:40  |
| 11 | Verschwende deine Jugend          | Frauenarzt und Korky                                | 3:22  |
| 12 | Du du du                          | Die Atzen                                           | 3:07  |
| 13 | Affengeil                         | Kid Millennium und Major                            | 4:24  |
| 14 | Farben der Nacht                  | Die Atzen                                           | 3:54  |
| 15 | Nur eine Liebe                    | Die Atzen, Taktloss und Justus                      | 3:52  |
| 16 | Gummibanane                       | Kid Millennium, Major und Sady K                    | 3:15  |
| 17 | That’s What’s Up                  | Die Atzen und Fatman Scoop                          | 3:29  |

## Chartplatzierungen und Singles
Atzen Musik Vol. 2 stieg am 12. März 2010 auf Platz 5 in die deutschen Charts ein und belegte in den folgenden Wochen die Ränge 8, 11 und 13. Insgesamt konnte es sich 27 Wochen in den Top 100 halten. Auch in Österreich (#10, 20 Wo.) und der Schweiz (#48, 6 Wo.) erreichte das Album die Charts. In den deutschen Jahrescharts 2010 belegte der Tonträger Rang 55.
Drei Lieder des Albums wurden als Singles ausgekoppelt. Davon war besonders die erste Auskopplung Disco Pogo erfolgreich, die Platz 2 der deutschen Charts erreichte und für über 300.000 verkaufte Einheiten mit Platin ausgezeichnet wurde. Auch die beiden folgenden Singles Atzin (DE #16) und Rock die Scheiße fett (DE #34) erreichten die deutschen Charts.

## Verkaufszahlen und Auszeichnungen
Atzen Musik Vol. 2 wurde noch im Erscheinungsjahr für mehr als 100.000 verkaufte Exemplare in Deutschland mit einer Goldenen Schallplatte ausgezeichnet.